# PalaTerme
Il PalaTerme è un impianto sportivo polivalente situato a Montecatini Terme.

## Storia

Il PalaTerme in Montecatini-Virtus Bologna, ottobre 1992

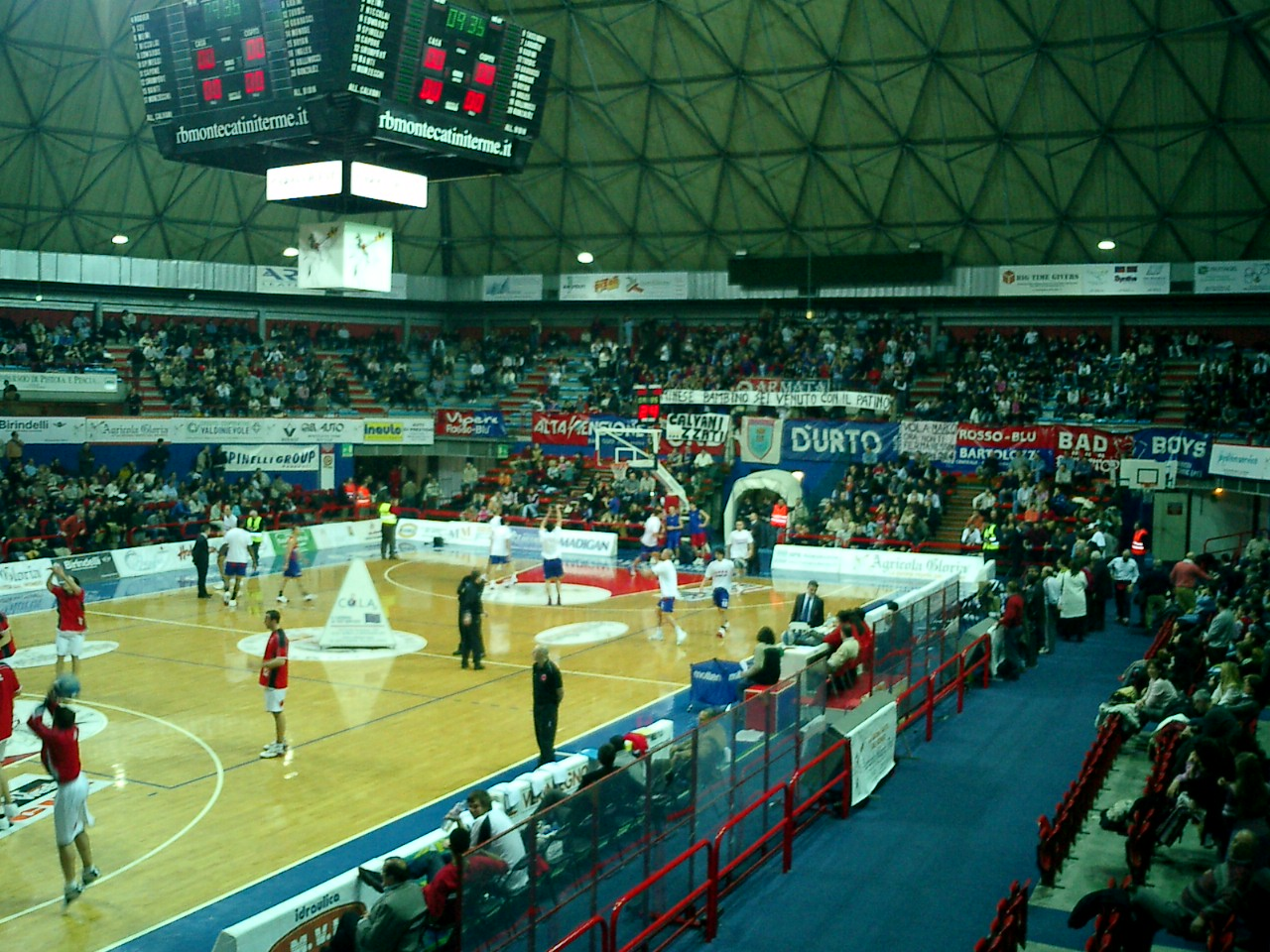
Il palasport prima di un incontro nel 2004

Prima dell'inaugurazione dell'impianto, da qualche anno il Montecatini Sporting Club era costretto a disputare le proprie partite casalinghe di Serie A2 e A1 al PalaTagliate di Lucca, in assenza di una struttura che rispettasse gli standard imposti dalla lega. L'esilio terminò ufficialmente il 17 marzo 1991, quando l'allora Lotus Montecatini ospitò la Fortitudo Bologna nel primo match ufficiale disputato qui. L'incontro venne vinto dalla squadra di casa con il punteggio di 104-91. Da quel giorno in poi, il PalaTerme ospitò abitualmente le partite interne della squadra termale.
Al termine della stagione 1991-1992, Montecatini riconquistò la promozione in Serie A1, mantenendo la categoria fino al termine dell'esistenza del club avvenuta nel 2001. Durante la sua ultima stagione, il Montecatini Sporting Club disputò anche Coppa Korać 2000-2001, ospitando per la prima volta partite valide per le coppe europee.
Nel 2002 venne fondata una nuova società, l'RB Montecatini Terme, che partì dalla Serie B d'Eccellenza ma che dopo una sola stagione centrò la promozione in Legadue. Da lì in avanti, i rossoblu disputarono qui cinque campionati di Legadue e due di Serie A Dilettanti, prima che anche questa società finì per scomparire nel 2010.
Tra il 2010 e il 2014 fu invece attivo lo Sporting Club 1949 Montecatini Terme, che acquistò i diritti sportivi dell'Usicbasket Certaldo cominciando il cammino dalla Serie C Dilettanti, per poi trascorrere tre annate in Divisione Nazionale B per poi non iscriversi al campionato 2014-2015.
Durante l'estate 2016 la Pallacanestro Monsummano (che già da un anno utilizzava il PalaTerme) diventò Montecatiniterme Basketball, dunque l'impianto tornò ad essere la casa di una formazione montecatinese. Oltre a questa società, nel 2021 venne creata una seconda squadra, ovvero MTVB Herons. Le due compagini si trovarono di fronte sia nel 2021-2022, entrambe in Serie C Gold, che nel 2022-2023, entrambe in Serie B.
Nel frattempo, nel dicembre 2018 la capienza dell'impianto era stata abbassata a 1 500 posti a seguito di un'ordinanza del questore di Pistoia, cifra che fu innalzata a 2 722 dal maggio 2019 dopo l'agibilità comunque parziale da parte della commissione di vigilanza sui pubblici spettacoli. Dal mese di gennaio 2020, con fondi regionali e nazionali dedicati all'efficientamento energetico, vennero stati realizzati interventi migliorativi tramite la sostituzione dell'impianto d'illuminazione e un intervento sull'impianto audio, oltre ad aver realizzato altri accorgimenti utili per chi organizza manifestazioni in questo impianto. Successivamente l'Amministrazione Municipale ha ottenuto un finanziamento da 2,5 milioni di euro per realizzare ulteriore intervento teso a superare le criticità evidenziate nel 2018. Nell'estate 2023 è stata affidata la progettazione esecutiva dell'intervento.

## Altri eventi
Nel gennaio 2010 l'impianto venne utilizzato per lo svolgimento delle semifinali e della finale della Coppa Italia di pallavolo maschile 2009-2010, vinta dalla Trentino Volley.
Nel 2011 e nel 2012 il PalaTerme ospitò il concorso di bellezza Miss Italia; la struttura, per l'occasione, fu ribattezzata PalaSpecchiasol.
Ospitò anche gare di ballo della FIDS, sia i regionali che la tappa di Coppa Italia.
Nelle giornate 17 e 18 maggio 2014 l'impianto fu utilizzato per lo svolgimento del 12º Campionato Nazionale CSI di Karate.
Qui si disputarono inoltre le finali maschili e femminili della Serie A-1 di tennis 2015 e 2016. Tra l'estate 2020 e il gennaio 2021 il PalaTerme fu temporaneamente l'impianto di casa del Pistoia Basket 2000 in Serie A2, visti i lavori strutturali al PalaCarrara. Dal 12 al 14 febbraio 2021 fu sede di una rassegna nazionale di pattinaggio organizzata da AICS.